# Tommaso Caracciolo
Don Tommaso Caracciolo, duca di Roccarainola (Napoli, 10 marzo 1572 – Napoli, 5 dicembre 1631), è stato un militare italiano, al servizio della Spagna.

## Biografia
Nato in una famiglia aristocratica napoletana durante la dominazione spagnola, si arruolò giovanissimo nell'Esercito spagnolo come fante semplice nel tercio di Vincenzo Carafa. Insieme ad altri nobili napoletani contribuisce all'arruolamento del tercio posto sotto il comando del principe di Avellino Camillo Caracciolo e viene da questi nominato capitano nel 1600 (come indicato nel documento ufficiale che sanzionava tale nomina del Conte di Lemos, viceré di Napoli). L'anno successivo si trovava nelle Fiandre, dove prese parte all'assedio di Ostenda. Promosso sergente maggiore dall'arciduca d'Austria Alberto, principe sovrano delle Fiandre meridionali, partecipò a numerosi scontri rimanendo più volte ferito. Venne poi inviato nello Stato dei Presidi per dirigere i lavori di rafforzamento di Porto Longone; qui, con soli 50 uomini, riuscì a sconfiggere il principe di Piombino Carlo Appiano, che voleva riconquistarli, e che fece imprigionare a Scarlino.
Alla fine del 1614 si recò in Lombardia alla testa di un tercio di circa 3.000 uomini per partecipare alla prima guerra del Monferrato contro il duca Carlo Emanuele I di Savoia. Assalì la fortezza di Maro, determinando la morte del governatore Leonardo Broglia (20 dicembre 1614) e la resa del castello (gennaio 1615). Si diresse poi nelle Langhe, conquistando Mombaldone, Denice e Roccaverano, infine si recò in soccorso di Rodrigo de Orozco y Ribera, marchese di Mortara. Presiedette infine col suo tercio San Germano, contribuendo quindi alla presa di Vercelli (25 luglio 1617). Interruppe le operazioni in Piemonte nel 1618 per recarsi col suo tercio nella Sicilia Orientale per bloccare un'invasione ottomana. Ai primi del 1619 prese parte alla guerra boemo-palatina con Carlo Spinelli. Giocò un ruolo decisivo nella battaglia della Montagna Bianca (8 novembre 1620), resistendo alla cavalleria ungherese e cosacca. Il 15 febbraio 1625 ottenne da Filippo IV di Spagna il prestigioso titolo di duca di Rocca Rainola.
Il 9 aprile 1625, durante una campagna militare in Liguria (Guerra per il marchesato di Zuccarello), fu preso prigioniero dai Francesi a Voltaggio; venne liberato cinque mesi dopo in seguito al pagamento di un riscatto da parte di Filippo IV di Spagna. Nel 1631 ottenne la nomina a governatore generale di Genova. Morì  per cause naturali durante il viaggio di avvicinamento al capoluogo ligure.